# 山廃仕込み
山廃仕込み（やまはいしこみ / - じこみ）とは、単に山廃とも称され、生酛系（きもとけい）に属する日本酒の製法の一つ。
「山卸廃止酛（やまおろしはいしもと）」が正式名称で、その酛で醸造した酒のことも一般に「山廃（仕込み）」と呼ばれる。

## 山卸
山卸（やまおろし）とは、蒸した米、麹、水を混ぜ粥状になるまですりつぶす工程である。
酒造りが近代化される明治時代以前は、精米は水車で行なわれ、半切り桶の中に蒸米と水をいれ、櫂（かい）で丹念にすりつぶすという大変な重労働であった。明治以降、産業革命の波がしだいに日本の醸造業にもおよび、精米はある程度まで機械で行なえるようになると、これにともなって麹の酵素が白米に吸収されるので、蒸米をつぶす山卸は必ずしも要さなくなった。蔵人のあいだでは山卸の心得を「櫂でつぶすな麹で溶かせ」などという。

## 山卸廃止酛
山卸廃止酛は、明治政府の先導でつくられた国立醸造試験所で明治42年（1909年）に開発された。生酛系酒母を代表する酛で、速醸系（そくじょうけい）酒母に比べると育成時間が約2～4倍以上かかり、通常30日近くは要する。また環境温度が5℃以下でないと打瀬（うたせ）ができないという難物でもある。

## 打瀬
打瀬（うたせ）とは、醸造の工程のなかで、荒櫂（あらがい）から初暖気（はつだき）までの間をいう。山卸廃止酛では、低温に環境を保ちながら、酒をまずくする有害な野生酵母や雑菌が活動・繁殖できないような、乳酸を生成させてpH3.5前後の酸性環境を形成し雑菌を排除し酒をおいしくする乳酸菌・硝酸還元菌などの生育元で、酸性環境下に強いタイプの有益な酵母や菌をゆっくりと繁殖させ、糖化作用を行なうことをいう。
| 蒸し米＋水麹 | ⇒ | 仕込み | 汲掛け | 荒櫂（あらがい） | ⇒ | 打瀬（うたせ） | 暖気操作（だきそうさ） | 膨れ（ふくれ） | 湧付き（わきづき） | もと分け |

打瀬からもと分けまで通常27日間を要する。また、膨れの工程で酵母菌を仕込む。

## 酒質
このような難関を通り抜けると、山卸廃止酛で造った酒は、酒母そのものがアミノ酸組成が高いために濃醇な味になり、味の腰も強く、香りも奥行きがあって芳しい。そのため、高級ウイスキーのように、水で割っても同じ酒の味がする。また、酒母ができあがってから使用するまでの期間を工程のなかでは枯らしというが、枯らし日数が長くなっても酒母の力が低下しないという強みも持ち合わせている。
だが、造り手である杜氏の長年の経験と高度なセンスを要求される山廃仕込みは、途中で腐敗するリスクも大きく、それなりの手間もかかるために敬遠される傾向もあり、酵母仕込み、高温糖化酒母、中温速醸酒母などの合理化によって山廃で仕込まなくなった酒蔵も多い。